# 大江博

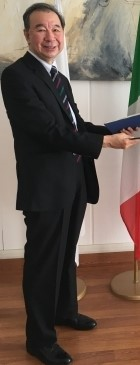
2022年5月

大江 博（おおえ ひろし、1955年〈昭和30年〉7月16日 - ）は、日本の外交官。2017年から経済協力開発機構代表部大使。2019年から駐伊大使。2022年10月、依願免職。

## 経歴・人物
大阪府出身。大阪教育大学附属高校池田校舎卒業。東京大学文科2類に合格。東京大学経済学部在学中に外務公務員採用上級試験に合格する。
- 1979年（昭和54年）東京大学経済学部経済学科を卒業し、外務省に入省
- 1980年（昭和55年）フランス語研修（フランスエクス＝アン＝プロヴァンス政治学院）
- 1982年（昭和57年）在ブリュッセルEC代表部二等書記官
- 1986年（昭和61年)条約局条約課長補佐
- 1989年（平成1年）在大韓民国日本国大使館一等書記官（政務担当）
- 1992年（平成4年）北米局地位協定課首席事務官
- 1993年（平成5年）アジア局中国課首席事務官
- 1994年（平成6年）内閣法制局第三部参事官
- 1995年（平成7年）在アメリカ合衆国日本国大使館参事官（経済担当）
- 1998年（平成10年）総合外交政策局国連政策課長
- 2000年（平成12年）4月 条約局条約課長
- 2002年（平成14年）8月 在タイ日本国大使館公使（経済担当）
- 2005年（平成17年）東京大学大学院総合文化研究科「人間の安全保障」プログラム教授
- 2007年（平成19年）3月 外務省国際協力局審議官（地球規模問題担当）
- 2009年（平成21年）1月 防衛省防衛政策局次長
- 2011年（平成23年）3月 駐パキスタン特命全権大使[1]
- 2013年（平成25年）6月 内閣官房副長官補付内閣官房内閣審議官兼TPP政府対策本部首席交渉官代理
- 2016年（平成28年）5月10日 TPP政府対策本部首席交渉官[2]
- 2017年（平成29年）2月 経済協力開発機構代表部大使[3]
- 2019年（令和元年）1月 国際エネルギー機関理事会議長(～2022年9月迄）[4]
- 2019年（令和元年） 11月 駐イタリア大使[5]
- 2022年（令和4年）10月 依願免職[6]

### ピアニスト
外交官、研究者、教育者のかたわら、ピアノ演奏家としての一面も持つ。高校3年生の時、多くの著名なピアニストを育てた井口愛子のレッスンを受け、プロのコンサートピアニストになることを断念した。
外交官時代にも場を和ませるため夕食会などで演奏していた。
2005年、東大教授に就任したことをきっかけにピアノを本格的に再開。故小森谷泉、横山幸雄、長谷正一、三谷温らに師事し、2011年1月に開催された第12回ショパン国際ピアノコンクール・イン・アジアではアマチュア部門ソロ部門で金賞、同コンチェルト部門で金賞をそれぞれ受賞し、2014年には、第14回同コンクールの一般コンチェルト部門でファイナリストになる。経済協力開発機構大使、イタリア大使時代には、レナ・シェレシェフスカヤ、ジャン＝マルク・ルイサダ、ブロニスワヴァ・カヴァラ、ウィリアム・グラント・ナボレといった、世界的な指導者のレッスンを受け、世界の3大アマチュアピアノコンクールである、パリのグランドアマチュア国際ピアノコンクールで第5位、ワルシャワのアマチュアピアニストの為の国際ピアノコンクールで特別賞を受賞した。東大での国際関係の講演後にコンサートをたびたび開いた他、東日本大震災でもチャリティーコンサートを開催した。

## 同期
（　）は現在の役職
- 平松賢司（駐スペイン大使）
- 田良原政隆（退官、元駐エルサルバドル大使）
- 北岡元（駐エストニア大使）
- 横井裕（駐中華人民共和国大使）
- 花谷卓治（退官、元駐モロッコ大使）
- 伊原純一（駐フランス大使）
- 山口壯（衆議院議員）
- 宮川眞喜雄（国家安全保障局国家安全保障参与）
- 廣木重之（駐スウェーデン大使）
- 長谷川晋（八戸学院大学客員教授、八戸学院短期大学客員教授）
- 小林弘裕（駐ニュージーランド大使）
- 堀江良一（駐エリトリア大使）
- 西岡淳（帝京大学教授）
- 小川正史（KDDI顧問）
- 礒部博昭（自治体国際化協会参与）
- 西村篤子（大成建設取締役、国際石油開発帝石社外取締役）
- 羽田浩二（駐フィリピン大使）
- 大澤勉（駐カメルーン大使）

## 著書

### 単著
- 『NHKブックス1089　外交と国益』（日本放送協会出版会, 2007年）